# Elías Jassán
Elías Jassán o Jassan (La Rioja, Argentina, 13 de marzo de 1952) es un abogado y político argentino, fue ministro de Justicia entre 1996 y 1997 durante la presidencia de Carlos Menem.

## Biografía
Nació en la provincia de La Rioja. Se graduó como abogado en la Universidad Nacional de Córdoba y obtuvo el doctorado en la Universidad Nacional del Litoral.
En su ciudad natal encabezó un estudio jurídico renombrado. Amigo personal del expresidente Carlos Menem desde antes de la última dictadura militar que gobernó en Argentina entre 1976 y 1983, se encargó personalmente de pedir su libertad cuando Menem, por entonces gobernador de la Rioja, fue detenido por la Junta Militar. Jassán también intercedió en favor de personas desaparecidas.
En abril de 1991 fue designado, como representante del estado nacional, director de SOMISA (Sociedad Mixta Siderurgia Argentina).
En septiembre de 1992 es nombrado secretario de Justicia.
En julio de 1996 asumió como ministro de Justicia en reemplazo de Rodolfo Barra quien renunció tras una agria disputa con el ministro de Economía Domingo Cavallo.
En junio de 1997 renunció al Ministerio de Justicia al descubrirse que había mantenido más de cien contactos telefónicos con el empresario telepostal Alfredo Yabrán desde el asesinato del reportero gráfico José Luis Cabezas ocurrido en enero de 1997, y del cual Yabrán era sospechado de haber sido el instigador. Sin embargo en noviembre de 1996 declaró: “No tengo ni he tenido relación alguna con el señor Yabrán”. Esos acontecimientos le costaron el cargo.
Alejado de la política, retornó a la actividad privada en su estudio jurídico que asiste empresas en el fuero comercial.Fue vicepresidente del Consejo de Rectores de Universidades Privadas.